# Итальянский воздушный корпус
 Итальянский воздушный корпус  (итал. Corpo Aereo Italiano, сокращённо CAI) — экспедиционный авиационный корпус ВВС Королевства Италия (Regia Aeronautica). Участвовал вместе с Люфтваффе в Битве за Британию, базировался в оккупированной немцами Бельгии. Командовал корпусом генерал ВВС Рино Корсо Фужьер.

## Создание корпуса
10 июня 1940 года Королевство Италия вступило во Вторую Мировую войну против Франции и Великобритании на стороне нацистской Германии. Итальянский диктатор Бенито Муссолини зная о начале германской операции по выводу из войны Великобритании, путём её массированных бомбардировок, а в дальнейшем и возможного проведения операции «Морской лев», предложил Гитлеру направить в помощь часть своих военно-воздушных сил. Гитлер вначале отказался, однако, позже, в августе одобрил предложение Дуче. 10 сентября был сформирован Итальянский воздушный корпус (CAI) состоявший из семи десятка бомбардировщиков и почти сотни истребителей прикрытия, а также из двух десятков вспомогательных самолётов. Корпус с середины октября был размещен в оккупированной немцами Бельгии на аэродромах Мельсброек и Урсель. Одним из известнейших пилотов-истребителей корпуса был Марио Бонцано, ас времен Гражданской войны в Испании, где принимал участие в Легионерской авиации.

## Состав корпуса
В корпус входили бомбардировщики Fiat BR.20М, истребители-бипланы Fiat C.R.42 «Falco», более современные монопланы Fiat G.50, разведчики на базе бомбардировщиков CANT Z.1007, а также вспомогательные, транспортные и связные самолёты. Истребители Fiat C.R.42 были хотя и новыми в производстве, но как тип устарели. Они были медлительными и при совместных действиях с немецкими самолётами, с трудом успевали за ними. Ещё с середины 1930-х в мире начали появляться истребители нового типа — монопланы с цельнометаллическим фюзеляжем сигарообразного типа, рядными двигателями, что давало таким самолётам большие преимущества по маневренности и скорости. Ярким примером стал знаменитый Messerschmitt Bf.109, один из лучших истребителей того времени. Лишь более новый итальянский цельнометаллический Fiat G.50 был наиболее близок к «Мессеру» по характеристикам, но и он имел архаичные особенности конструкции, как то, открытая кабина, радиальный двигатель с широким кожухом капота снижавший аэродинамические качества.
| Самолёт                 | Тип            | Количество | Состав                                      |
| ----------------------- | -------------- | ---------- | ------------------------------------------- |
| Fiat C.R.42 «Falco»     | истребитель    | 50         | 83-я, 85-я, 95-я эскадрильи                 |
| Fiat G.50bis «Freccia»  | истребитель    | 45         | 351-я, 352-я, 353-я эскадрильи              |
| Fiat BR.20M «Cicogna»   | бомбардировщик | 74         | 13-я и 43-я бомбардировочные группы         |
| Caproni Ca.133T         | транспортный   | 12         |                                             |
| CANT Z.1007 «Alcione»   | разведчик      | 5          | 172-я отдельная разведывательная эскадрилья |
| Caproni Ca.164          | связной        | 9          |                                             |
| Savoia-Marchetti S.M.82 | транспортный   | 1          |                                             |

## Действия корпуса
Первое боевое крещение корпус получил 24 октября 1940 года, когда 18 бомбардировщиков Fiat BR.20M совершили ночной авианалёт на британские города Харвич и Филикстоу. При этом из технических отказов были потеряны три бомбардировщика.

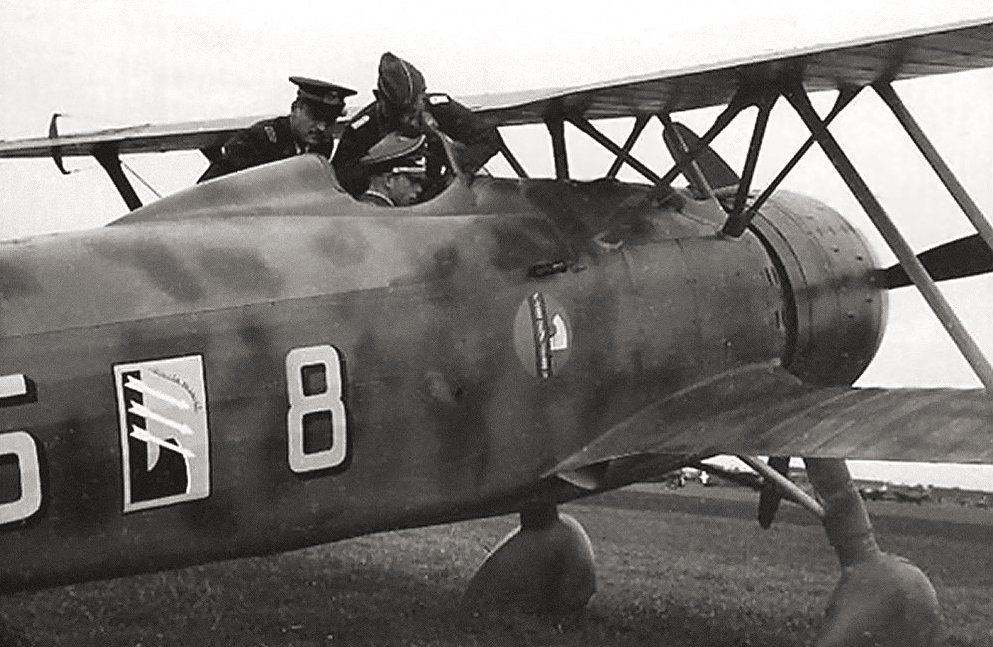
Итальянский пилот знакомит немецких коллег со своим истребителем «Фалько». Бельгия 1940 год

Следующая операция с участием итальянских лётчиков состоялась 29 октября 15 бомбардировщиков с прикрытием истребителей бомбили днем город Рамсгейт. Пять самолётов получили повреждения от британских зениток. 11 ноября 1940 года, ровно за день до налёта британской авиации на итальянскую военно-морскую базу Таранто, пилоты итальянского корпуса вступили в первый воздушный бой с истребителями ВВС Великобритании. Британские «Харрикейны» уничтожили три итальянских бомбардировщика и два истребителя C.R.42. В то время как ещё один вынужденно приземлился из-за технической неисправности, а его пилот Сальватори был пленён британцами. Ещё несколько итальянских истребителей были вынуждены приземлиться на британской земле из-за кончившегося топлива. Один из C.R.42 впоследствии был восстановлен британцами и ныне является экспонатом музея в Хэдоне.
Одно из последних крупных столкновений в небе Великобритании между британскими и итальянскими пилотами произошло 23 ноября 1940 года. 29 °C.R.42 столкнулись со «Спитфаерами» 603-й аэроэскадрильи. В ходе воздушного боя потерь с обеих сторон не было, однако, на обратном пути два C.R.42 вынужденно приземлились в Бельгии из-за нехватки топлива. После этого операции CAI в Великобритании стали проводиться исключительно ночью. Последний налёт имел место в ночь на 3 января 1941 года. А к середине месяца большая часть самолётов CAI вернулась обратно в Италию для переформирования и отправки на более важные фронты в Северную Африку и на Балканы. Лишь до середины апреля 1941 года в Бельгии оставалось несколько десятков истребителей Fiat G.50.

## Итог

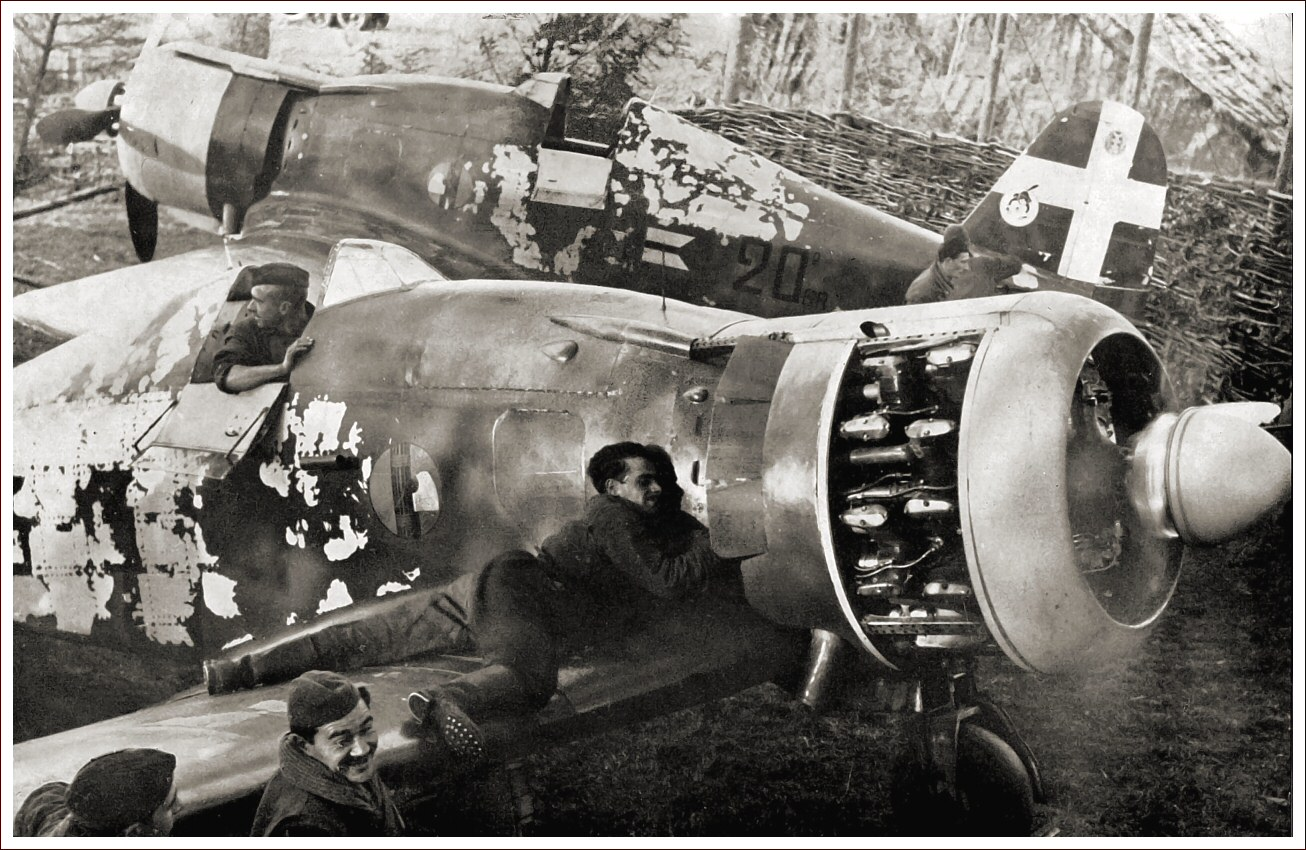
Истребители Fiat G.50 20-й группы во время ремонта. 1940 год.

Итальянский воздушный корпус в Битве за Британию фактически не имел ни одного крупного успеха. Вместе с тем понес немалые потери, некоторые из которых были небоевыми. Причиной этому были морально устаревшие типы итальянских самолётов, их довольно низкокачественное радиооборудование и техническое состояние. Так немецкие пилоты с удивлением отмечали, что в полёте итальянцы вместо привычного радиообмена используют визуальную технологию общения известную ещё со времен Первой мировой — покачивание крыльями самолётов. Истребителям C.R.42 приходилось устанавливать дополнительные топливные баки, в результате чего для снижения веса снималась часть стрелкового вооружения, вместо второго крупнокалиберного пулемёта ставился один винтовочного калибра.
Всего же итальянские бомбардировщики сбросили на Великобританию 45 тонн бомб и в основном на город Харвич.